# Felix Schenker

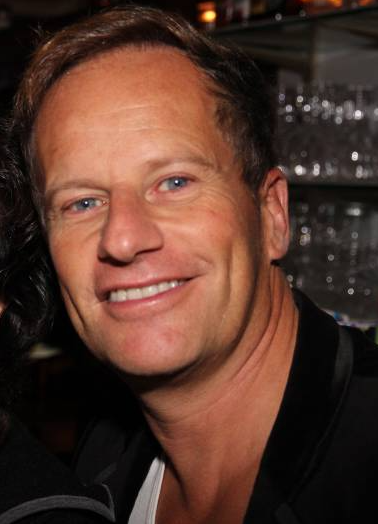
Felix Schenker, 2015

Felix Schenker (* 1962) ist ein Schweizer Kulturjournalist, Publizist und Soziologe.

## Leben
Felix Schenker wuchs auf in Seedorf, Kanton Uri. Nach den obligatorischen Schulen absolvierte er das Lehrerseminar in Altdorf UR und Rickenbach SZ. An der Universität Zürich studierte er Soziologie, Publizistik und Psychologie. Es folgten zwei Semester Kunstgeschichte als Gaststudent an der University of British Columbia.
Schenker war für das Schweizer Informatik Zertifikat (SIZ) als Prüfungsexperte für Webmaster tätig und für das SAWI als Dozent für den Lehrgang Kulturmanager.
2013 kaufte Schenker das deutsche Barockschloss Gleina in Sachsen-Anhalt, um es Kulturschaffenden aber auch einer breiteren Öffentlichkeit für Kulturprojekte zugänglich zu machen. Er erklärte das Schloss zur Sozialen Skulptur im Sinne Joseph Beuys’. Im Film von Rebecca Panian «Zu Ende Leben» (2014), wie auch im Buch «Zu Ende denken» war Schenker einer der Protagonisten.
Felix Schenker ist der Bruder des Sängers Leonard (* 1964). und der Cousin der SRF-Redaktorin und Moderatorin Sabine Dahinden (* 14. August 1968).

## Publizistische Tätigkeit
Felix Schenker gründete 2004, damals noch in seiner Funktion als Galerist, die Schweizer Videoplattform für Kultur im Internet, ARTTV. Seiner Meinung nach berichteten die elektronischen Medien zu marginal über Kultur. Sein Ziel war es daher, für die Schweizer Kulturszene einen eigenen Kanal zu schaffen. Seitdem realisierte er zusammen mit einem Team von jeweils rund 20 Videojournalisten in seiner Funktion als Geschäftsführer und Chefredaktor rund 4500 Videoreportagen über Schweizer Kulturereignisse (Stand 2019). Darunter auch die letzten Interviews vor deren Tod mit dem Clown Dimitri oder der Modemacherin Christa de Carouge.
2015 lancierte Schenker das eMagazin CLICK. Das Magazin erscheint monatlich und verbindet Text und Videoreportagen. Im März 2019 wurde die 50. Ausgabe veröffentlicht. Nach Eigendefinition handelt es sich um «das erste multimediale Kulturmagazin der Schweiz»
Im Verlag Das fünfte Tier erschien sein Fotobuch über die Fotografin Lisa Meyerlist, die als eine der ersten Schweizer Frauen als Fotoreporterin unterwegs war. Bekannt wurde sie insbesondere mit ihren Fotos von Stardirigenten wie etwa Herbert von Karajan, die sie im Rahmen der Internationalen Musikfestwochen Luzern (heute Lucerne Festival) porträtierte.

## Künstlerische Tätigkeit
Felix Schenker war Gründungsmitglied von ARTURI der Interessensgemeinschaft der Urner Künstlerinnen und Künstler. Die Organisation bestand von 1992 bis 2012 und organisierte mehrere Ausstellungen, an denen sich Schenker als bildender Künstler beteiligte. Darunter die Ausstellung Eja Popeia (2001) im Haus der Kunst Uri an der mit Peter Fischli/David Weiss, Roman Signer oder Josef Maria Odermatt besonders renommierte Kunstschaffende beteiligt waren.
Im Jahr 1994 wechselte Schenker von der aktiven künstlerischen Tätigkeit in die Kunstvermittlung und betrieb bis 2004 die Galerie Schenker für Gegenwartskunst. Er zeigte rund 40 Ausstellungen, darunter, Helga Schuhr, Niklaus Lehnherr, Mayo Bucher, Lilian Frei, Jesco Tscholitsch, Al Meier, Gertud Künzli, Alvarez Frugoni, Norbert Hartmann, Brigitte Lademann. Eine Besonderheit war die Ausstellung, in der er Fotografien von Lisa Meyerlist, eine der ersten Fotoreporterinnen der Schweiz, mit Werken des Luzerner Surrealisten Max von Moos kombinierte. In den Partnerstädten der Stadt Luzern, Potsdam und Olmütz realisierte er im Auftrag der Stadt Luzern grössere Kunstausstellungen.